# The Anthropocene Extinction
The Anthropocene Extinction (с англ. — «Антропоценовое вымирание») — шестой студийный альбом американской дэтграйнд-группы Cattle Decapitation, выпущенный 7 августа 2015 года на лейбле Metal Blade Records. Это первый альбом коллектива, попавший в чарт Billboard 200, в котором он дебютировал на 100-й позиции; на момент своего выхода The Anthropocene Extinction стал самой коммерчески успешной пластинкой Cattle Decapitation.

## Об альбоме
Тематика предыдущей записи, Monolith of Inhumanity, касалась будущего Земли, если человечество сохранит свой нынешний образ жизни. The Anthropocene Extinction рассказывает о результатах влияния человечества на окружающую среду, таких как большое тихоокеанское мусорное пятно.

## Отзывы критиков
| Совокупная оценка    | Совокупная оценка |
| Источник             | Оценка            |
| -------------------- | ----------------- |
| Metacritic           | 86/100            |
| Оценки критиков      |                   |
| Источник             | Оценка            |
| Exclaim!             | 9/10              |
| Laut.de              | [ 4 ]             |
| Metal Injection      | без оценки        |
| Metal Hammer (GER)   | 6/7               |
| Metal Hammer (UK)    | [ 7 ]             |
| Metal.de             | 8/10              |
| MetalSucks           | [ 9 ]             |
| Sputnikmusic         | 3.1/5             |
| The Austin Chronicle | [ 11 ]            |
| Ultimate Guitar      | 8.7/10            |

Альбом получил повсеместное признание музыкальных критиков. На сайте Metacritic на основе четырех рецензий альбом имеет средневзвешенную оценку в 86 баллов из 100, что указывает на «всеобщее признание». В обзорах особенно хвалили вокальное исполнение Трэвиса Райана, в частности, канадский журнал Exclaim! написал: «Повсюду на просторах булькающих гроула и пронзительных визгов, которые заполняют The Anthropocene Extinction, присутствуют рычания, с которыми вокалист экспериментировал в Monolith of Inhumanity 2012 года, своего рода псевдопение, которое может звучать более неуютно, чем его традиционный дэт-метал-вокал, и которое демонстрирует его впечатляющий диапазон».

## Список композиций
Все тексты написаны Трэвисом Райаном, вся музыка написана Cattle Decapitation.
| №                   | Название                          | Длительность |
| ------------------- | --------------------------------- | ------------ |
| 1.                  | «Manufactured Extinct»            | 4:40         |
| 2.                  | «The Prophets of Loss»            | 4:07         |
| 3.                  | «Plagueborne»                     | 4:58         |
| 4.                  | «Clandestine Ways (Krokodil Rot)» | 4:34         |
| 5.                  | «Circo Inhumanitas»               | 4:03         |
| 6.                  | «The Burden of Seven Billion»     | 1:23         |
| 7.                  | «Mammals in Babylon»              | 4:09         |
| 8.                  | «Mutual Assured Destruction»      | 2:42         |
| 9.                  | «Not Suitable for Life»           | 3:16         |
| 10.                 | «Apex Blasphemy»                  | 3:45         |
| 11.                 | «Ave Exitium»                     | 3:06         |
| 12.                 | «Pacific Grim»                    | 5:25         |
| Общая длительность: | Общая длительность:               | 46:14        |

| №                   | Название               | Длительность |
| ------------------- | ---------------------- | ------------ |
| 13.                 | «No Light and No Life» | 3:24         |
| Общая длительность: | Общая длительность:    | 49:34        |

| №                   | Название                     | Длительность |
| ------------------- | ---------------------------- | ------------ |
| 13.                 | «Cannibalistic Invasivorism» | 4:00         |
| 14.                 | «No Light and No Life»       | 3:24         |
| Общая длительность: | Общая длительность:          | 53:32        |

| №                   | Название                                                                        | Длительность |
| ------------------- | ------------------------------------------------------------------------------- | ------------ |
| 1.                  | «Forced Gender Reassignment» (концертная версия с Party San 2012)               | 3:46         |
| 2.                  | «Your Disposal» (концертная версия с Party San 2012)                            | 4:22         |
| 3.                  | «Lifestalker» (концертная версия с Party San 2012)                              | 4:14         |
| 4.                  | «Projectile Ovulation» (концертная версия с Party San 2012)                     | 3:40         |
| 5.                  | «Kingdom of Tyrants» (концертная версия с Party San 2012)                       | 4:33         |
| 6.                  | «Your Disposal» (музыкальное видео)                                             | 4:36         |
| 7.                  | «Kingdom of Tyrants» (музыкальное видео, расширенная версия в виде мини-фильма) | 9:00         |
| 8.                  | «Regret and the Grave» (музыкальное видео)                                      | 4:36         |
| 9.                  | «A Body Farm» (музыкальное видео)                                               | 5:33         |
| 10.                 | «Reduced to Paste» (музыкальное видео)                                          | 4:13         |
| 11.                 | «To Serve Man» (музыкальное видео)                                              | 3:10         |
| 12.                 | «Making of The Anthropocene Extinction» (видео о создании альбома)              | 15:50        |
| Общая длительность: | Общая длительность:                                                             | 67:27        |

## Участники записи
Cattle Decapitation
- Трэвис Райан — вокал, клавишные, ударные в песне «Ave Exitium»
- Джош Элмор — гитара
- Дерек Энгеманн — бас-гитара, дополнительный вокал, клавишные и ударные в песне «The Burden of Seven Billion»
- Дэйв МакГроу — ударные

Приглашённые музыканты
- Фил Ансельмо — повествование в «The Prophets of Loss»
- Author & Punisher[англ.] — интро к «Plagueborne»
- Юрген Барч (Bethlehem) — декламация в «Pacific Grim»

Производственный персонал
- Дэйв Отеро — продюсирование, сведение, мастеринг
- Шейн Ховард — звукоинженер
- Уэс Бенскотер — обложка

## Чарты
| Чарт (2015)                                   | Высшая позиция |
| --------------------------------------------- | -------------- |
| Великобритания (UK Independent Albums Chart)  | 43             |
| Великобритания (UK Rock & Metal Albums Chart) | 22             |
| Германия (Offizielle Top 100)                 | 88             |
| США (Billboard Top Album Sales)               | 44             |
| США (Billboard 200)                           | 100            |
| США (Billboard Independent Albums)            | 5              |
| США (Billboard Top Hard Rock Albums)          | 5              |
| США (Billboard Top Rock Albums)               | 14             |
| США (Billboard Top Tastemaker Albums)         | 11             |